# Landing Craft Support
Pour les articles homonymes, voir LCS.

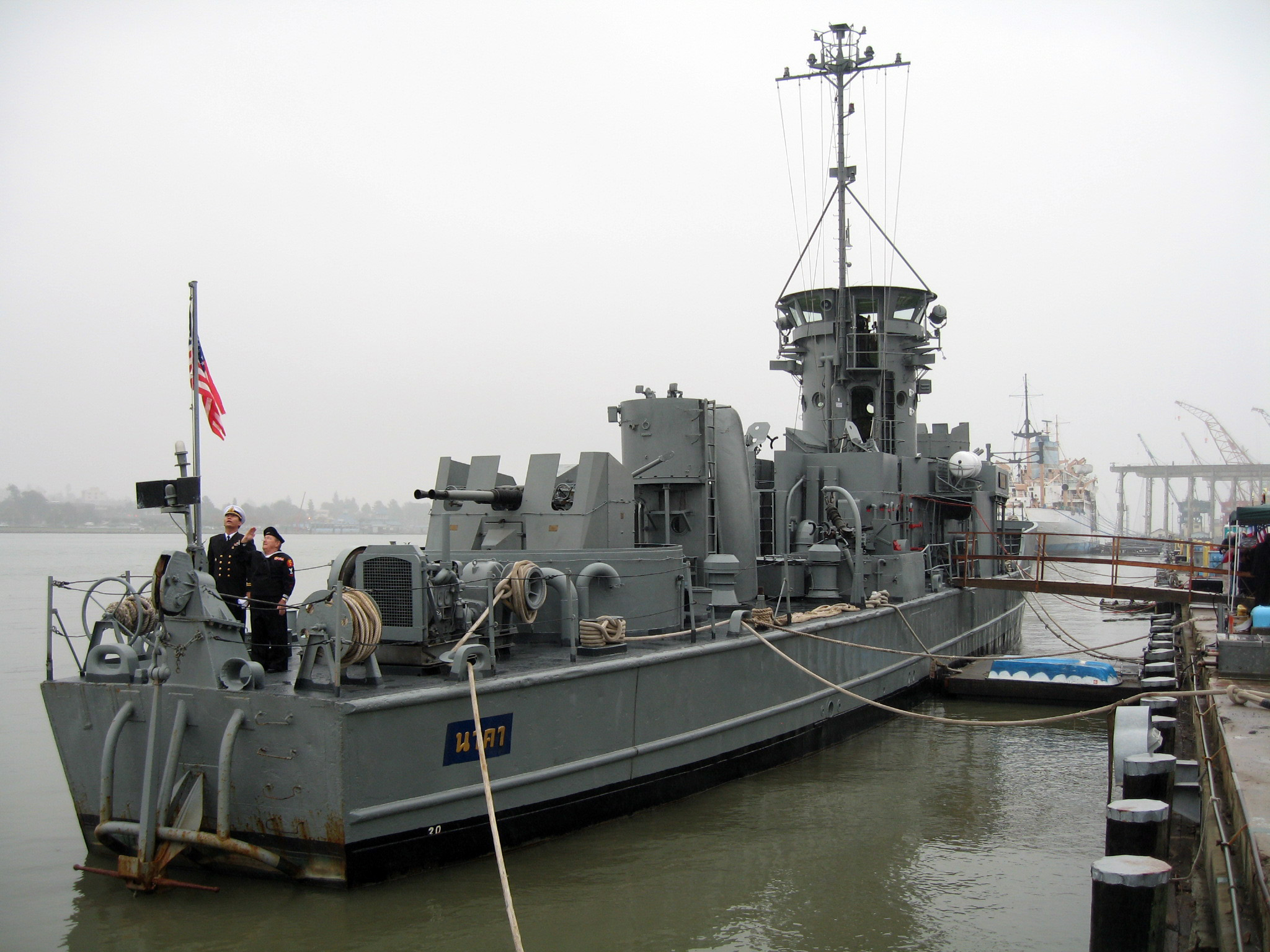
Ex. (devenu le HTMS Nakha)

Le Landing Craft Support (Large), rebaptisé par la suite Landing Ship Support Large, est une catégorie de navires d'assaut amphibie utilisée par la marine américaine dans le Pacifique durant la Seconde Guerre mondiale. Ils ont été principalement employés pour l'appui rapproché avant le débarquement des forces sur les plages.
Ces bâtiments ont également effectué des missions de piquet radar et de lutte contre les incendies. Ils étaient surnommé Mighty Midgets littéralement les puissants nains.
L'appellation d'origine de ces navires est LCS (L) (3) pour Landing Craft Support (Large) (type 3). En 1949, ils devinrent les LSS L, soit Landing Ship Support, Large.

## Conception et fabrication

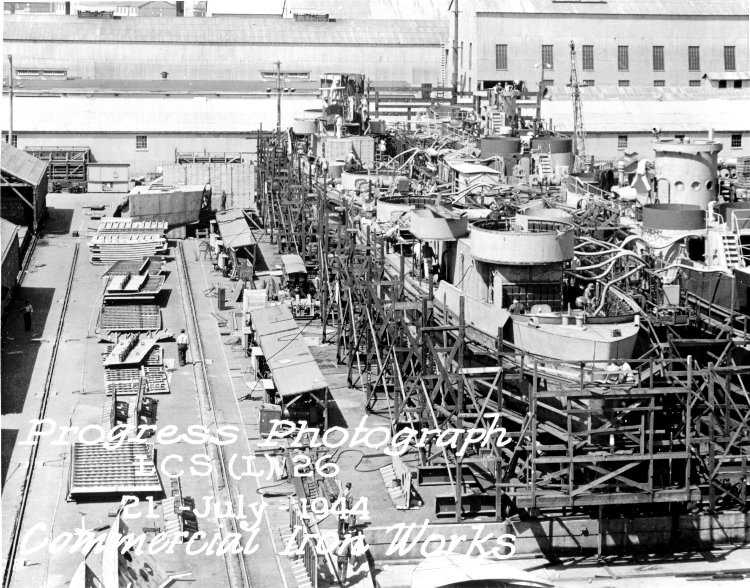
LCSL en construction le 21 juillet 1944, chantier naval Commercial Iron Works à Portland en Orégon.

Au total, 130 unités ont été construites dans trois chantiers navals différents :
- Lawley & Sons, George (Neponset dans le Massachusetts);
- Commercial Iron Works (Portland dans l'Orégon);
- Albina Engine Works (Portland dans l'Orégon).

Sa coque était identique à celle des landing craft infantry (LCI).
La construction des navires pouvait ne prendre que 10 jours et l'armement quelques semaines supplémentaires.

### Description
Les caractéristiques du LCS sont :
- longueur : 48,6 m ;
- largeur : 7,08 m ;
- déplacement : 254 tonnes ;
- tirant d'eau : 1,78 m à pleine charge.

Son fond plat et, de l'autre côté, ses ailerons de part et d'autre des deux hélices jumelles, permettaient au navire de s'échouer sur les plages en toute sécurité.
L'ancre, située à la poupe du navire, lui permettait si nécessaire d'aider à tirer les navires au large des plages.
Chacune des deux hélices à pas variable était mue par 4 moteurs diesel Gray Marine (puis plus tard General Motors) avec une puissance totale pour les huit moteurs de 1600 chevaux. Ces moteurs permettaient d'atteindre une vitesse maximale de 16,5 nœuds (30,6 km/h) et une vitesse de croisière de 12 nœuds (22,2 km/h). Ces bateaux avaient un rayon d'action de (8 850 km).
La protection des postes de tir, du poste de pilotage et du kiosque était assurée par des boucliers anti-éclat STS de 4,5 kg.
L'armement principal était constitué par 3 canons et 10 lance-roquettes. Le canon d'étrave était soit un canon de calibre 3"/50, soit un canon simple de 40 mm ou encore un canon double de 40 mm. Les canons des ponts avant et arrière étaient des canons doubles de 40 mm. Les 10 lance-roquettes étaient situés entre les 2 canons des ponts avant et arrière. L'armement était complété par 4 canons de 20 mm et d'autres armes étaient conservées en stock.
Les bateaux disposaient d'un générateur de fumée qui permettait de masquer les péniches de débarquement en approche des plages.
Ces navires furent également d'excellents bateaux de lutte contre les incendies.

### LCS Britanniques
Les Britanniques ont également conçu, construit et exploité une dizaine de LCS : les Fairmile type H. Trois d'entre eux ont été coulés en opération.

## Utilisation

### Seconde Guerre mondiale
La bataille de Tarawa révéla un manque au niveau des moyens de la Marine dans l'appui rapproché des troupes de débarquement. En effet l'intervalle de temps entre la fin des bombardements exécutés par les navires de haute mer et l'arrivée des bateaux de débarquement sur la plage permettait aux défenseurs de se regrouper. Le Landing Craft Support a été conçu pour combler ce vide.
Le premier LCS est arrivé sur le théâtre d'opération du Pacifique juste à temps pour le débarquement sur Iwo Jima.
Après utilisation comme support rapproché des troupes lors du débarquement d'Okinawa beaucoup de LCS ont été utilisés comme piquet radar dans des plateformes anti-aéronef. Quand ils n'étaient pas sur ces plateformes, ces bateaux pouvaient être utilisés pour créer de la fumée destinée à masquer la flotte au mouillage ou pour réaliser des "skunk patrol" (patrouilles piège) pour la recherche de bateaux suicides.
Lors de la campagne de Bornéo, les LCS furent utilisés pour les débarquements de Tarakan et de Balikpapan.

### Après guerre
À la fin de la guerre, les navires survivants retournèrent aux États-Unis. Certains furent restaurés pour servir durant la guerre de Corée. Beaucoup furent transférés au Japon (50 lors de la formation de la Force maritime d'autodéfense japonaise en 1954), en France (2 en Indochine entre mars 1946 et octobre 1947), en Grèce et à d'autres nations.
Seuls deux navires subsistent encore. Le premier, très modifié, est devenu un bateau de pêche, le second le HTMS Nakha, qui se trouvait en Thaïlande, est très semblable à sa configuration initiale. La National Association of USS LCS(L) 1–130 l'a ramené aux États-Unis pour le présenter au grand public dans une exposition permanente.
L'USS LCS(L)(3)-102 se trouve désormais, depuis 2007 , sur le site du Mare Island Naval Shipyard à Vallejo en Californie.